# Pierrière
La pierriére es una máquina de guerra medieval, un tipo de catapulta diseñada para horadar murallas y expugnar fortificaciones.
Es de origen francés y de estructura más ligera y rústica que otras catapultas. Se empleó durante los siglos XI al XV en la Europa medieval. Solo requería esfuerzo de tracción humana y para servirla se requería un grupo de al menos 8 hombres, con rápida cadencia de tiro. Lanzaba bolas de piedras de 3 a 20 kilos a una distancia aproximada de 50 a 70 metros. No solo se usaba para atacar castillos y fortificaciones, sino contra la caballería pesada de hombres protegidos con armaduras. Con la aparición de la pólvora dejó de ser utilizada.